# Мин (мифология)
Мин (егип. Mnw; неправильная транскрипция Хем) — в египетской мифологии бог плодородия и покровитель странствующих караванов, почитавшийся в Коптосе. Почитался с додинастических времён, его культ стал упорядоченным при Царе Скорпионе (Серкете). Мину был посвящён салат-латук. На ранних этапах древнеегипетской истории он отождествлялся с Хором, в период Нового царства — с Амоном (Амон-Мин, Камутеф). Правая рука Мина развёрнута вверх, в неё вложена плеть в форме созвездия Ориона, левая — на египетских фресках обычно не изображается, но на статуях она обхватывает фаллос у основания, полностью оттягивая плоть с головки члена, которая в результате выглядит как обрезанная.

## Праздник Мина

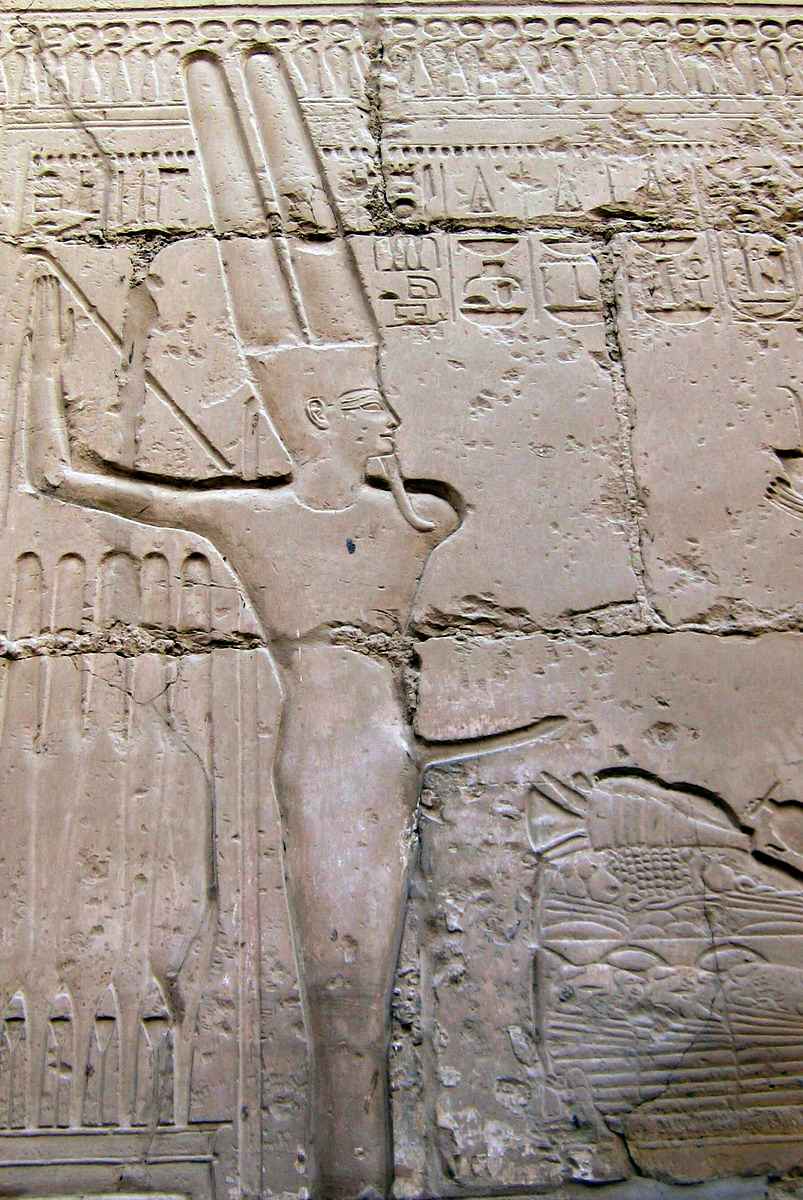
Мин в колонном зале Карнакского храма

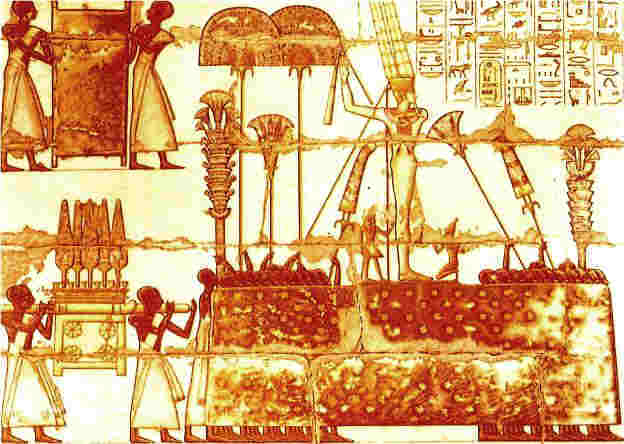

Фараон срезал серпом первый сноп и укладывал его перед статуей бога. Праздник Мина отмечали в начале сезона земледелия, когда фараон мотыжил поле тяпкой и поливал водой под личным надзором бога Мина. Когда фараон вступал на царствование, он также считался и наследником Мина. Во время праздников, посвящённых Мину, голые мужчины участвовали в состязаниях, играх, посвящённых богу, таких как лазание по высокому шесту, вероятно, от палатки.
Праздничный ход возглавлял в праздник Мина белый бык.

## История культа
Мин считается додинастическим божеством. В самую древнюю эпоху он был богом неба и представлял собой созвездие Ориона. Культ божества отправлялся в Коптосе, Омбосе, Хеммисе и Нубии. С развитием Коптоса Мин начал принимать черты бога — покровителя торговли, пустынь и караванов. Являлся защитником караванов от Коптоса и до Красного моря. В качестве божества «зарубежных стран» Мин покровительствовал купцам, паломникам, кочевникам и охотникам. Мину оказывали почитание также шахтёры и работники в каменоломнях.
Атрибутом Мина служил салат-латук, считавшийся афродизиаком, так как он был высоким, прямым, а при растирании выделял белёсую жидкость, тем самым напоминая пенис.

## Современные взгляды
Мусульмане и христиане тщательно уничтожали все изображения и статуи эрегированного божества, расстреливая из оружия. Особенно они старались вышибить фаллос. Египтологи Англии фотографировали статуи бога лишь по пояс, обходя гениталии, или находили различные способы прикрыть плоть. Однако для самих египтян в этом образе не было ничего особо предосудительного: при их жарком климате рабочие на полях, танцовщицы и прислужницы были обнажёнными, дети не носили никакой одежды даже в подростковом возрасте, вплоть до вступления в первый половой контакт или женитьбы.